# إصلاح زراعي

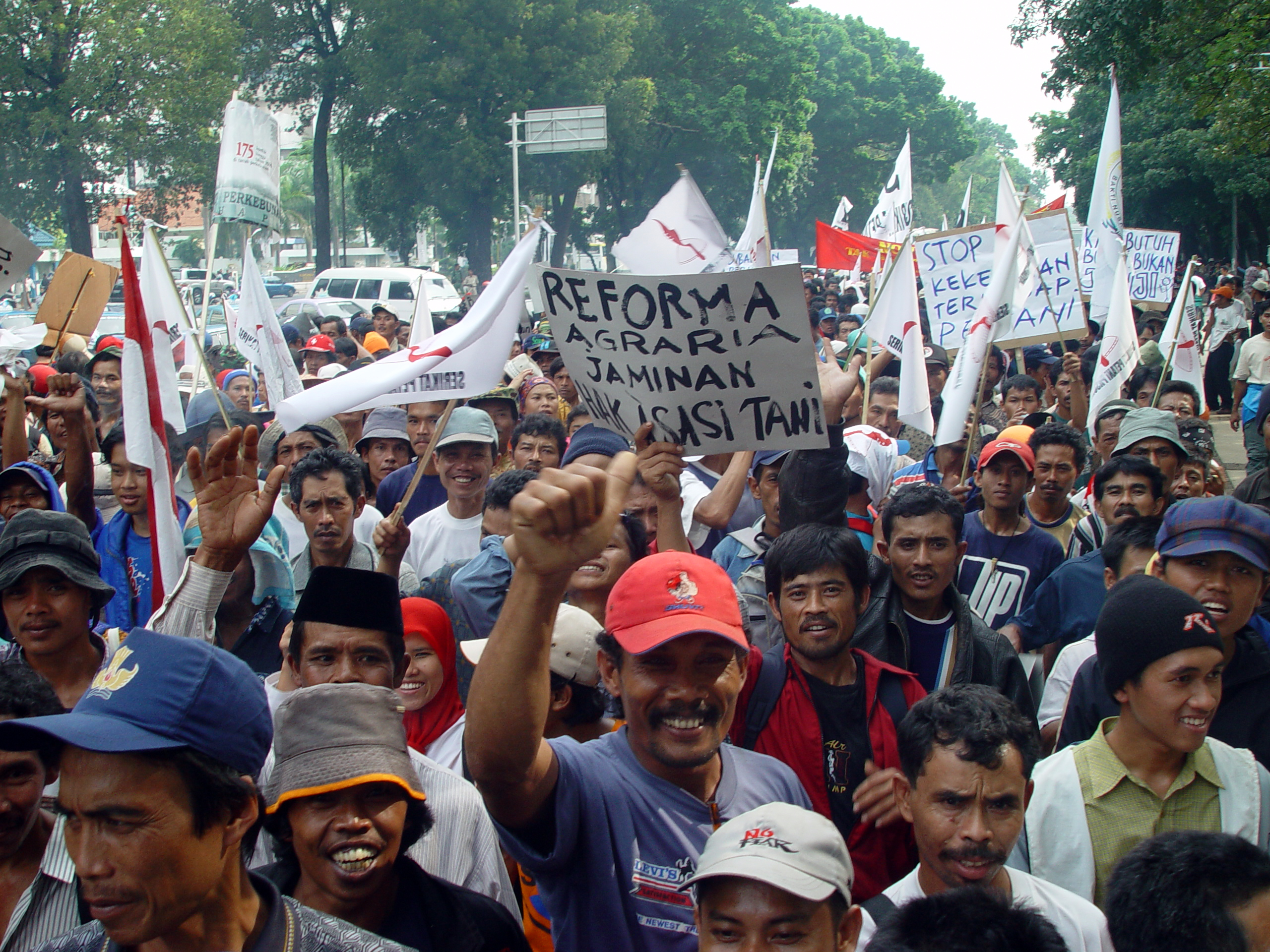

يتضمن الإصلاح الزراعي Land reform (also agrarian reform) تغيير القوانين أو اللوائح أو الأعراف المتعلقة بملكية الأراضي الزراعية. قد يتضمن الإصلاح الزراعي عملية إعادة توزيع ملكية الأراضي التي تبدؤها الحكومة أو المؤسسات المدعومة من قبلها، والمقصود هنا بشكل عام الأراضي الزراعية. قد يشير الإصلاح الزراعي إلى نقل الملكية من الأقوى إلى الأقل قوة، مثل نقل الملكية من عدد قليل نسبيًا من المالكين الأثرياء (أو النبلاء) الذين يملكون حيازات كبيرة من الأراضي (مثل المزارع، أو المزارع الكبيرة، أو الأراضي ذات الأعمال التجارية الزراعية) إلى الملكية الفردية لأولئك الذين يعملون في الأرض. قد تكون عمليات نقل الملكية الزراعية هذه مع تعويض أو دونه للملاك الكبار، وقد يختلف التعويض من مبالغ رمزية إلى القيمة المادية الكاملة للأرض.
وعادة ما تكون إصلاحات الأراضي عبارة عن جهود لتصحيح ما يُنظر إليه على أنه تشوهات تاريخية في تخصيص ملكية الأراضي وحقوق استخدامها. قد تكون هذه التشوهات ناتجة عن الاستيلاء الاستعماري لإصلاح الأراضي على الأراضي ونزع الملكية، أو إغلاق الأراضي، أو بسبب أصحاب الأراضي نفسهم، أو الإصلاحات السابقة نفسها (مثل بعض أشكال التجميع الاشتراكي). لذلك ليس من المستغرب أن نرى أن السياسات الوطنية للأراضي قد تشكلت من خلال التجربة التاريخية لمختلف البلدان.
قد يستلزم الإصلاح الزراعي نقل الأرض الزراعية من الملكية الفردية -وحتى ملكية الفلاحين في الحيازات الصغيرة من الأراضي- إلى مزارع حكومية؛ كما إنه يشير أيضًا، في أوقات وأماكن أخرى، إلى العكس تمامًا: حيث يتم تقسيم المزارع الحكومية إلى حيازات صغيرة. إن السمة المشتركة لجميع الإصلاحات الزراعية هي تعديل الترتيبات المؤسسية القائمة التي تحكم حيازة الأراضي واستخدامها أو استبدالها. ولذلك، فبينما قد يكون الإصلاح جذريا في طبيعته، كنقل ملكية أراضٍ على نطاق واسع من مجموعة إلى أخرى، قد يكون الإصلاح الزراعي، من ناحية أخرى، أقل دراماتيكية، مثل الإصلاحات التنظيمية التي تهدف إلى تحسين إدارة الأراضي.
قد تكون أي مراجعة أو إصلاح لقوانين الأراضي في أي بلد عملية سياسية مكثفة، إذ تعمل سياسات الإصلاح الزراعي على تغيير العلاقات داخل المجتمعات وفيما بينها، وكذلك بين المجتمعات والدولة، ومن ثم قد تكون الإصلاحات على نطاق صغير والتعديلات القانونية موضع نقاش أو صراع شديدين.

## استخدام الأراضي وحيازتها
يمكن اعتبار ملكية الأرض وحيازتها أمرًا مثيرًا للجدل جزئيًا، لأن الأفكار التي تحدد معنى الوصول إلى الأرض أو التحكم فيها، مثل ملكية الأرض أو حيازة الأرض، قد تختلف اختلافًا كبيرًا بين المناطق وحتى داخل البلدان. تخلق الإصلاحات الزراعية، التي تغير معنى السيطرة على الأرض، توترات وصراعات بين من يخسرون بسبب هذه التعريفات الجديدة ومن يستفيدون منها.
تطورت المفاهيم الغربية للأراضي الزراعية على مدار القرون الماضية لتركز بشكل أكبر على الملكية الفردية للأراضي، التي صِيغت رسميًا من خلال وثائق مثل سندات ملكية الأراضي. قد يُنظر إلى السيطرة على الأرض أيضًا على أنها أقل من ناحية الملكية الفردية وأكثر من ناحية استخدام الأراضي، أو من خلال ما يعرف بحيازة الأرض. لم تُملك الأراضي فرديًا عبر التاريخ في أجزاء كبيرة من أفريقيا مثلًا، بل كانت تستخدمها عائلة ممتدة أو مجتمع قروي. يتمتع الأشخاص المختلفون في الأسرة أو المجتمع بحقوق مختلفة في الوصول إلى هذه الأرض لأغراض مختلفة وفي أوقات مختلفة، وغالبًا ما كانت هذه الحقوق تُنقل عبر التاريخ الشفوي ولم تُوثّق بشكل رسمي.
يُشار أحيانًا إلى هذه الأفكار المختلفة حول ملكية الأرض وحيازتها باستخدام مصطلحات مختلفة، فمثلًا، تشير أنظمة الأراضي «الرسمية» أو «القانونية» إلى أفكار التحكم بالأراضي المرتبطة بشكل وثيق بملكية الأراضي الفردية. تشير أنظمة الأراضي «غير الرسمية» أو «العرفية» إلى أفكار التحكم بالأراضي المرتبطة بشكل وثيق بحيازة الأرض.
قد تأخذ المصطلحات التي تفرض السيطرة على الأرض واستخدامها أشكالًا متعددة. تشمل بعض الأمثلة المحددة على الأشكال الحالية أو التاريخية لملكية الأراضي الرسمية وغير الرسمية ما يلي:
- حيازة الأراضي التقليدية، التي مارستها القبائل الأصلية لأمريكا الشمالية في العصر قبل الكولومبي.
- الملكية الإقطاعية للأرض من خلال الإقطاعيات.
- ملكية العقار مدى الحياة، وهي الاستفادة من الممتلكات العقارية التي تنتهي عند موت المالك.
- استتباع الرسوم، والملكية الوراثية، والملكية العقارية غير القابلة للنقل.
- الرسوم البسيطة. هذه هي الاستفادة الأكثر اكتمالًا للملكية التي يمكن للمرء الحصول عليها في الممتلكات العقارية بموجب القانون العام.
- عقد الاستغلال أو التأجير.
- حقوق الاستخدام المشترك للأرض.
- المزارعة.
- حقوق الارتفاق.
- العمالة الزراعية؛ التي يعمل الفرد بموجبها في الأرض مقابل المال، أو الدفع عينًا، أو مزيج من الاثنين.
- الملكية الجماعية.
- الوصول إلى الأرض من خلال العضوية في جمعية تعاونية، أو مشاركتها في شركة، تمتلك الأرض (تكون عادةً عن طريق رسوم بسيطة أو ما يعادلها، ولكن ربما بموجب ترتيبات أخرى).
- المجموعات الحكومية، مثل تلك التي قد توجد في الدول الشيوعية، حيث تُجمع الملكية الحكومية لمعظم الأراضي الزراعية بطرق مختلفة مع حيازة المجموعات الزراعية.

## أساليب الإصلاح الزراعي
يمكن للدولة أن تعتمد على واحد من الأساليب التالية لإحداث الإصلاح الزراعي:
- إصلاح حيازة الأراضي: المصمم لتعديل أو تصحيح حقوق الملكية المتبادلة بين المالكين، استجابة للاحتياجات الاقتصادية المتغيرة (على سبيل المثال، يتم إنشاء لجان قانونية أو مجالس للأراضي للتنظيم والإشراف على استخدام الحقوق المشتركة والمصالح الأخرى؛ تحويل المزيد من الإيجارات غير الرسمية إلى حقوق ملكية رسمية؛ إصلاح الإيجار لتعديل شروط العقد بين المؤجر والمستأجر)
- الحوافز الخارجية أو الحوافز «المستندة إلى السوق» التي تقدمها الحكومة لأسباب اجتماعية واقتصادية وتؤدي إلى إعادة هيكلة حقوق الملكية الحالية أو إنشاء حقوق جديدة. على سبيل المثال، توزيع الأراضي العامة؛ إنفاق الدولة على استصلاح الأراضي والتخصيص اللاحق كملكية خاصة؛ الاعتمادات التي ترعاها الدولة والموجهة من قبل بنك الأراضي من خلال التعاونيات؛ دعم المؤسسات لإدارة حيازة الأراضي اللازمة وآليات التوزيع.
- الضوابط أو الحظر الخارجية التي يفرضها القانون على حقوق الملكية (أي التدابير غير السوقية)، على سبيل المثال: التأميم وتحويلها لملكية جماعية؛ إرجاع الأراضي لأصحابها الأصليين، سياسات إعادة التوزيع التي تنطوي على مصادرة الأراضي (مع أو بدون تعويض) على أساس الحجم المفرط، القيود على الاستخدام، الملكية من قبل الملاك الغائبين و/ أو الأجانب. على النقيض من ذلك، تعمل سياسات إعادة التوزيع التدريجي على سبيل المثال من خلال ضريبة الإرث. ومن ناحية أخرى، يمكن أن تعمل الضوابط الخارجية الأخرى ضد إعادة التوزيع، على سبيل المثال قوانين تمنع تجزئة الأراضي دون حدود دنيا معينة.
- تأكيد الملكية للتحقق وتأمين سندات ملكية الأراضي لأولئك الذين لديهم بالفعل مطالبة يمكن إثباتها يقلل من الشك والخلاف وبالتالي يضع أسس التنمية.[15]

## الدافع
الإصلاح الزراعي هو عملية سياسية عميقة ظهرت بسببها العديد من الحجج المؤيدة والمعارضة. تختلف هذه الحجج بشكل كبير مع تغير الوقت والمكان، فمثلًا، انبثقت في القرن العشرين العديد من الإصلاحات الزراعية من أيديولوجيا سياسية معينة، مثل الشيوعية أو الاشتراكية، أو ربما تكون الحكومة الاستعمارية قد غيرت القوانين التي تُملي ملكية الأراضي لتعزيز قوة سياسية أو لدعم اقتصادها الاستعماري كما يتضح في القرن التاسع عشر في الولايات المستعمرة. اقتُرح كل من الحشد الانتخابي واستخدام الأراضي موردًا مُساندًا في الأزمنة الحديثة ليكونا دافعين محتملين لحث الجهود المبذولة في الإصلاح الزراعي، مثل إصلاحات السياسي الثوري روبرت موغابي الزراعية التي أعادت توزيع الأراضي الزراعية بشكل واسع في زيمبابوي.

### الحجج المؤيدة
لا ينبغي أن تكون الإصلاحات الزراعية واسعة النطاق مثل الإصلاحات التي حدثت في زيمبابوي. تركز حجج اليوم الداعمة للإصلاح الزراعي على فوائده الاجتماعية والاقتصادية المحتملة، خاصة في البلدان النامية، التي قد تنجم عن الإصلاحات التي تركز على وضع الأراضي بشكل أكبر ضمن إطار رسمي. قد تشمل هذه الفوائد القضاء على انعدام الأمن الغذائي وتخفيف حدة الفقر في الريف.
اكتسبت الحجج الداعمة لمثل هذه الإصلاحات قوة دافعة خاصة بعد نشر الاقتصادي البيروفي هيرناندو دي سوتو الفيديو الوثائقي بعنوان «لغز رأس المال» في عام 2000. يقول دي سوتو إن الفقراء غالبًا غير قادرين على ضمان حقوق الملكية الرسمية، مثل سندات ملكية الأراضي، على الأرض التي يعيشون عليها أو يزرعونها بسبب سوء الإدارة والفساد و/أو البيروقراطيات المعقدة للغاية. إنهم أقل قدرة على الحصول على الائتمان الرسمي دون سندات ملكية الأراضي أو غيرها من الوثائق الرسمية لأصول الأراضي. يقول دي سوتو أيضًا إن الإصلاحات السياسية والقانونية داخل البلدان ستساعد على إشراك الفقراء في النظم القانونية والاقتصادية الرسمية، وزيادة قدرة الفقراء على الحصول على الائتمان، والمساهمة في النمو الاقتصادي، والحد من الفقر.
تبنت العديد من منظمات التنمية الدولية والجهات المانحة الثنائية والمتعددة الأطراف، مثل البنك الدولي، أفكار دي سوتو أو الأفكار المماثلة حول فوائد حقوق الأراضي الزراعية الرسمية الأكبر. تُرجم هذا إلى عدد من برامج التنمية التي تعمل مع الحكومات ومنظمات المجتمع المدني لبدء الإصلاحات الزراعية وتنفيذها. لا تزال الأدلة الداعمة للفوائد الاقتصادية والمناصرة للفقراء المتمثلة في زيادة حقوق الأراضي الزراعية الرسمية غير مثمرة وفقًا لبعض النقاد.
تشير الحجج الأخرى الداعمة للإصلاح الزراعي إلى الحاجة إلى التخفيف من وطأة قوانين الأراضي الزراعية المتناقضة، وخاصة في المستعمرات السابقة حيث قد تكون أنظمة الأراضي الرسمية وغير الرسمية في حالة تعارض مع بعضها. يمكن لمثل هذه النزاعات أن تجعل المجموعات المهمشة عرضة لمزيد من الاستغلال، فمثلًا، أدى وصم الإيدز في العديد من البلدان في أفريقيا التي تملك قوانين متعارضة بشأن الأراضي إلى زيادة عدد الأرامل بسبب الإيدز اللائي يُطردن من الأراضي التي تزوجن فيها بواسطة القوانين. تتسبب الحيرة في تحديد مجموعة القوانين التي يجب أن تتمتع بالأولوية أو حتى عدم معرفة القوانين ذات الصلة بإلحاق ضرر كبير بالعديد من الأرامل بسبب الإيدز، وذلك في الوقت الذي يمكن للمرأة فيه أن تتمتع بالحقوق العرفية والقانونية على حد سواء في الأرض. يمكن لقوانين الأراضي الرسمية وغير الرسمية المتناقضة أيضًا إعاقة النظام القانوني للبلد، ما يجعله عرضة للفساد.
تركز الحجج الإضافية للإصلاح الزراعي على الفوائد البيئية المحتملة للإصلاح، فإذا كان الإصلاح مثلًا يقود إلى توفير قدر أكبر من الأمن على ملكية الأرض، من خلال وسائل إما رسمية أو غير رسمية، فإن أولئك الذين يستخدمون الأرض سيكونون أفضل من يشرف عليها.

### الحجج المعارضة
تناقش العديد من الحجج الداعمة للإصلاح الزراعي نتائجها الاجتماعية والاقتصادية الإيجابية المحتملة. يُعد الإصلاح الزراعي، كما ذُكر سابقًا، عملية سياسية مكثفة، ومن ثم فإن العديد من المعارضين للإصلاح يشعرون بالقلق إزاء الدوافع الكامنة وراء أولئك الذين يبدؤون الإصلاح. على سبيل المثال، قد يخاف البعض من حرمانهم أو من التضحية بهم بسبب هذه الإصلاحات، وقد يخاف البعض الآخر من خسارتهم في صراعات القوة الاقتصادية والسياسية التي تكمن وراء العديد من الإصلاحات الزراعية.

## الجهود الوطنية
نفذت معظم بلدان أوروبا الشرقية والوسطى التي نالت استقلالها حديثًا إصلاحات زراعية في أعقاب الحرب العالمية الأولى. صُودرت الأراضي التي تتجاوز حدًا معينًا (أي التي تتراوح بين 20-500 هكتار اعتمادًا على المنطقة ونوع الأرض) في معظم البلدان، أما بالنسبة لفنلندا، فقد استُبدلت الأراضي ووُضعت في صندوق خاص.